# Montazzoli
Montazzoli ist eine italienische Gemeinde (comune) mit 808 Einwohnern (Stand 31. Dezember 2023) in der Provinz Chieti in den Abruzzen. Die Gemeinde liegt etwa 49 Kilometer südsüdöstlich von Chieti und gehört zur Comunità Montana Medio Sangro.

## Bilder

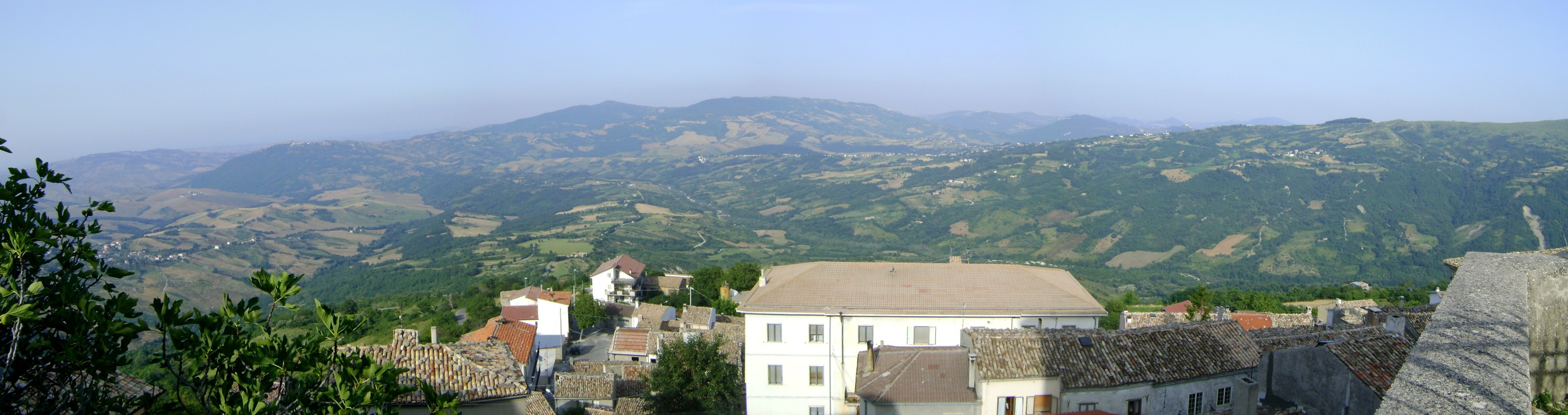
Blick auf die Hügel um Montazzoli

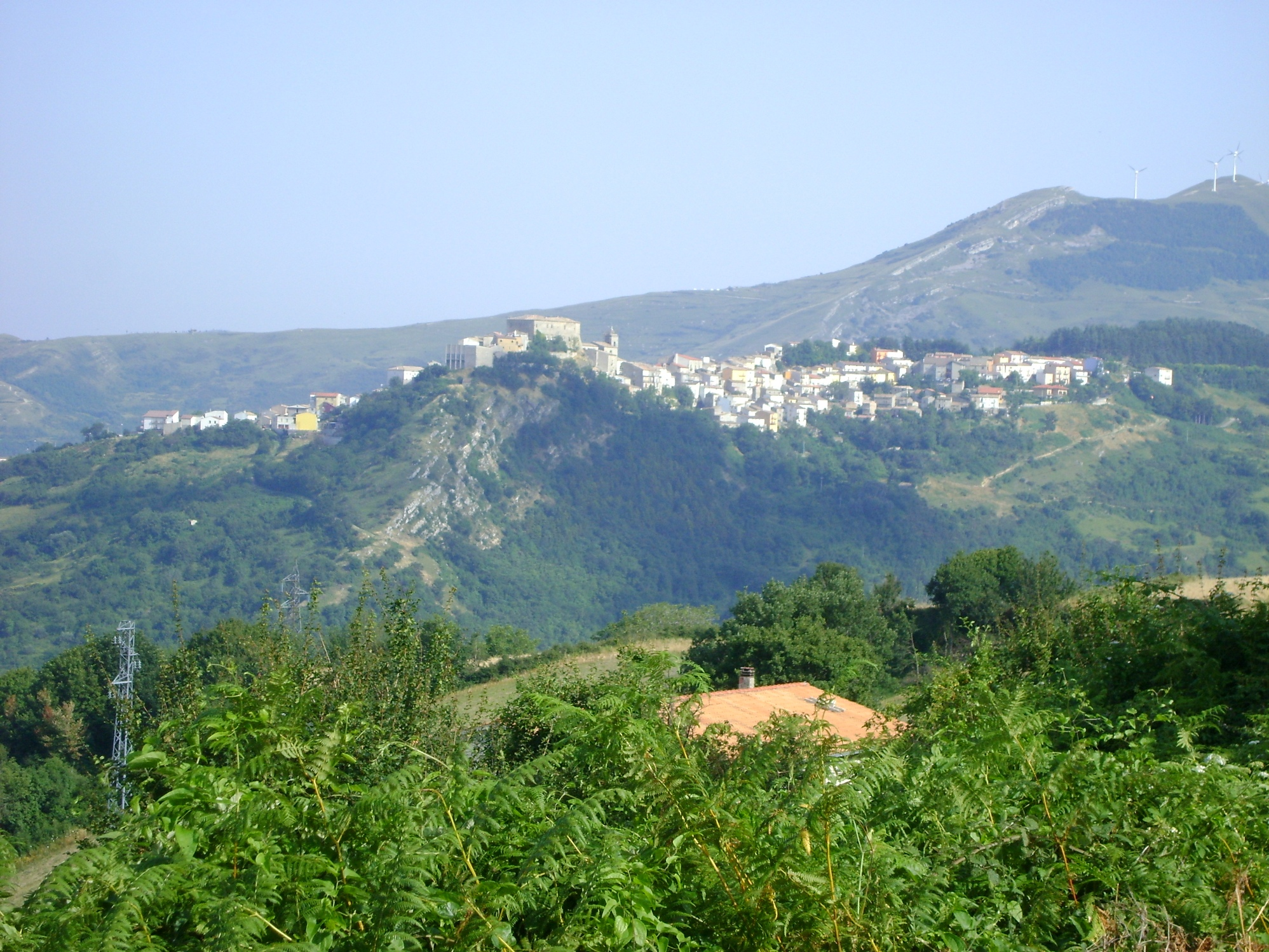
Montazzoli
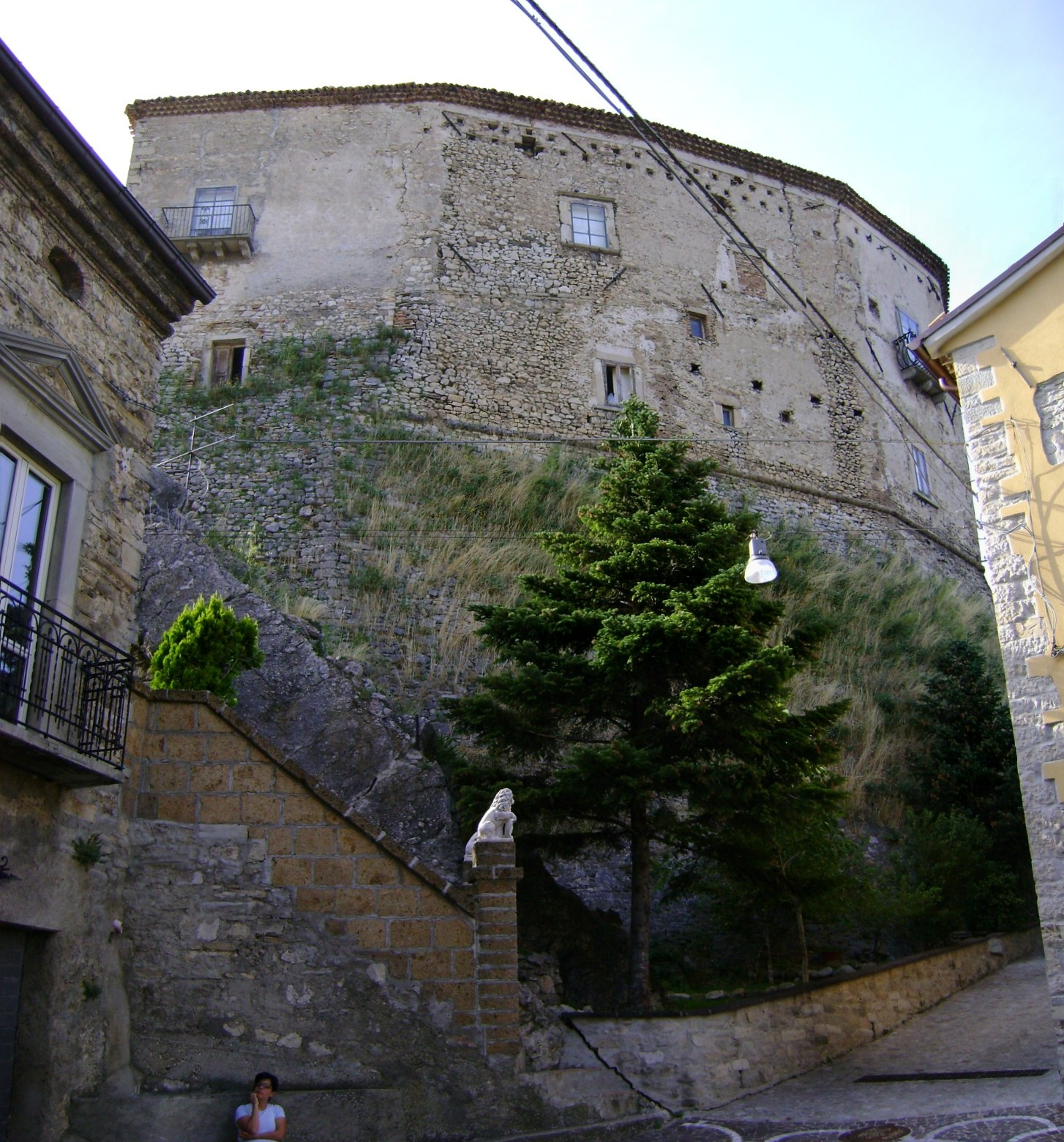
Castello Franceschelli
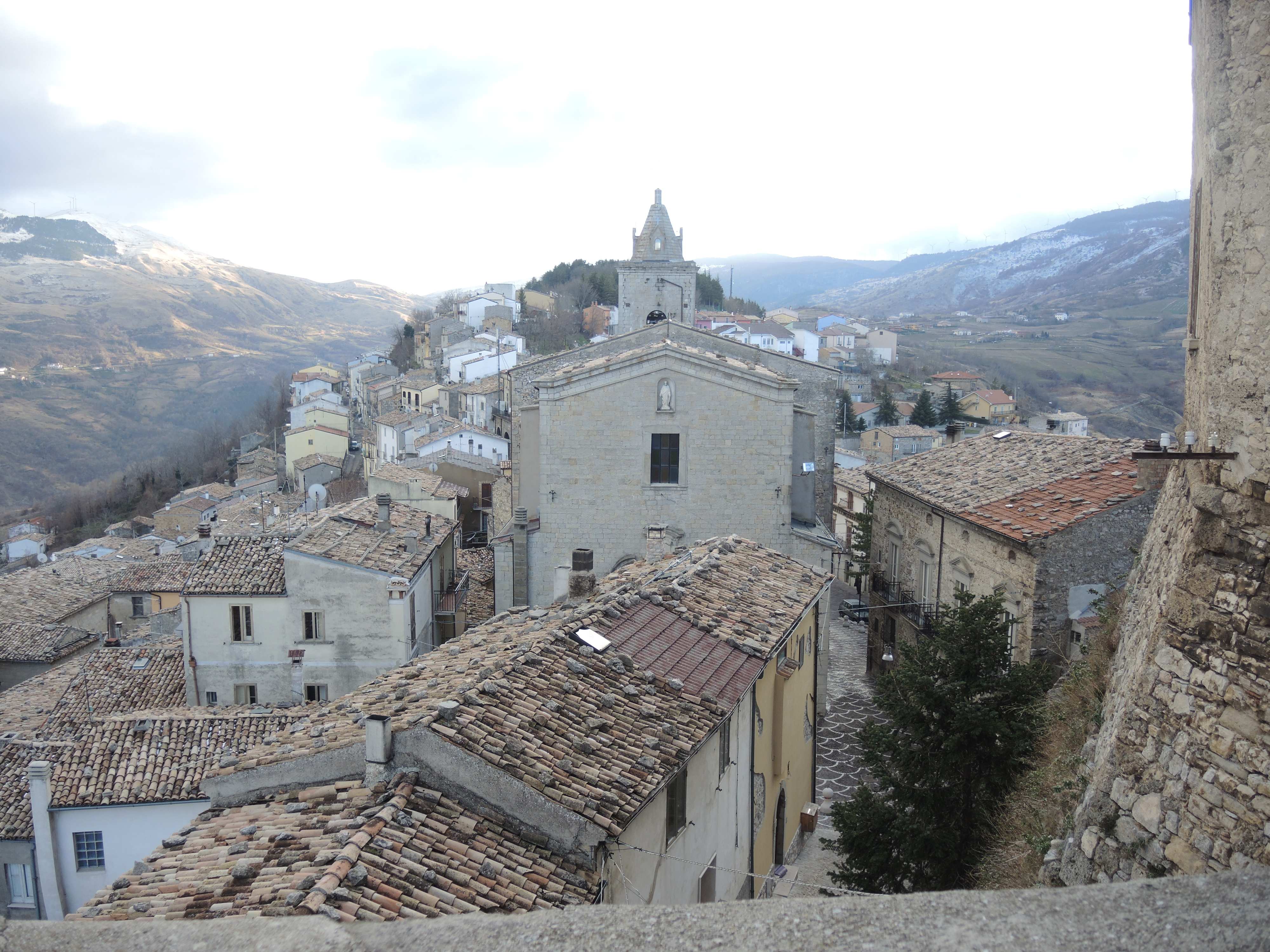
Pfarrkirche San Silvestro